# خدمتکار، گردشگران را اغوا می‌کند
خدمتکار، گردشگران را اغوا می‌کند (ایتالیایی: La cameriera seduce i villeggianti) که با نام خدمتکار هتل (اسپانیایی: Camarera de hotel‎) هم شناخته می‌شود، یک فیلم کمدی سکسی سبک ایتالیایی به کارگردانی آلدو گریمالدی است که در سال ۱۹۸۰ منتشر شد.

## گزیدهٔ بازیگران
- آنا ماریا ریتسولی
- کارلو جوفره
- پیپو سانتوناستاسو
- آدا پومتی
- موریس پولی
- جورجو براکاردی
- ایزابلا بیاجینی